# Reuben Smeed
Reuben Jacob Smeed (1909-1976) fue un estadístico e investigador de transporte británico. Propuso la ley de Smeed que correlacionaba las muertes por tráfico con la densidad del tráfico y predijo que la velocidad media del tráfico en el centro de Londres siempre sería de nueve millas por hora sin otros desincentivos, dado que esta era la velocidad mínima que la gente toleraría. 
Presidió el Informe Smeed, que informó al Gobierno del Reino Unido sobre los precios de las carreteras en 1964, y recomendó la introducción de precios por congestión en las carreteras con mucho tráfico. Estas recomendaciones no se tomaron hasta que se introdujo finalmente la tasa de congestión de Londres en 2003, cuando la velocidad promedio del tráfico en la zona de tasa de congestión aumentó en un 15% de 14 kilómetros por hora (8,7 mph) en el año anterior a 17 kilómetros por hora (10,6 mph), la velocidad promedio más alta desde 1974.

## Carrera
Smeed asistió a la Central Foundation Boys 'School en donde un obtuvo un título en matemáticas y posteriormente un doctorado en ingeniería aeronáutica de Queen Mary's College antes de ingresar a la academia como profesor de matemáticas. 
Al comienzo de la Segunda Guerra Mundial, trabajaba para el Royal Aircraft Establishment en equipos de radio y radar. En 1941 asumió el rango de Comandante de Ala mientras dirigía un pequeño equipo de investigación de operaciones para el Comando de Bombarderos de la Fuerza Aérea Real (RAF, siglas en ingkés) que analizaba las pérdidas de los bombarderos. Mientras estuvo allí, utilizó estadísticas para verificar los métodos y formaciones seguros para los bombarderos y para investigar la efectividad de varias contramedidas de radar. En 1945 se había convertido en su Director de Investigación. 